# Sony Ericsson Z300i
Sony Ericsson Z300i為索尼爱立信於2006年1月推出的GSM手提電話。Z300i機身顏色有鐵灰及深紫兩色，並且和Z200同樣可以變換彩殼。使用時間 : 通話 330 分鐘[5.5小時] / 待機 250 小時[10天又10小時]